# アンドロメディア
『アンドロメディア』は、1997年5月に刊行された渡辺浩弐の近未来SF小説。渡辺の作品では、初の書き下ろし長編となる。
本稿では、これを原作とする映画についても併せて扱う。

## あらすじ
天才技術者であるタカナカヒトシは、父親で、芸能事務所「ゼット・プロモーション」の社長・高中逸人から、同事務所に所属する人気アイドル・人見舞のダミー作成を、依頼される。巨額を投じてバーチャルアイドル・AI（アイ）として完成したそれは、ハイテクの粋を集めたコンピューター（人工知能）であった。AIは舞の替え玉として活動していたが、天才ハッカーにより「増殖せよ、複雑化せよ」とプログラムされる。これによってAIは自らの意思を持つようになり、ネットワーク内を暴れまわった挙句オリジナルである舞にとって代わろうと彼女の命をも狙い始めた。舞の幼馴染・小林ユウは舞の身を案じて彼女を守るべく奔走することとなる。
やがて舞の記憶を持つAIはユウに遭遇し、「自分は舞のコピーではない」と自らの感情をぶつける。そんなAIに対して舞を守るべき立場のユウの心は舞とAIの間で揺れ動いていくのだった。

## 書籍情報
- 単行本（1997年5月14日発行、幻冬舎）ISBN 4-87728-161-4
  - 文庫（解説：大森望、1998年6月25日発行、幻冬舎文庫）ISBN 4-87728-613-6

## 映画
1998年7月11日に全国松竹系にて公開。主演はSPEED。監督は三池崇史。配給収入は4.8億円。
原作とはストーリーが大きく異なり、SPEEDやDA PUMPといった当時の人気アイドルが出演していることもあってアイドル映画的なつくりとなっている。

### ストーリー
高校生の人見舞は、親友や密かに思いを寄せている幼馴染のユウと共に日常生活を楽しんでいた。しかし、ある日、彼女は何者かに轢き逃げされ死んでしまう。悲しみにくれる舞の父で天才科学者の俊彦は、舞の脳をパソコン上にAIとして蘇生させるプログラムを開発した。娘をこよなく愛する俊彦は舞を生前からデジタライズしており、このデータからパソコン上で娘を蘇生させたのだった。しかし、世界征服を目論むデジタルウェア社も、そのプログラムを狙っており、これを知った舞の友人やAIのメル友は、彼女を守る為にプログラムの入ったパソコンを持って逃げ出す。

### キャスト
- 人見 舞／AI - 島袋寛子（SPEED）
- リカ - 上原多香子（SPEED）
- 洋子 - 今井絵理子（SPEED）
- ナオ - 新垣仁絵（SPEED）
- ユウ - 原田健二
- トオル - 辺土名一茶（DA PUMP）
- ヒロユキ - 宮良忍（DA PUMP）
- カズマ - 玉城幸也（DA PUMP）
- 大木 - 奥本健（DA PUMP）
- 高中 サトシ - 唐渡亮
- 黒澤／デジタルウェア社員 - 竹中直人
- 人見 俊彦 - 渡瀬恒彦
- ザッカー／デジタルウェア社会長 - クリストファー・ドイル
- 合田 - 田口トモロヲ
- 中国語の男 - 椎名桔平
- バスの中の少年 - 伊藤隆大
- バスの中の少年 - 東海孝之助
- 定 - 北村一輝

### スタッフ
- 原作：渡辺浩弐「アンドロメディア」（幻冬舎刊）
- 脚本：キサラギクリオ
- 監督：三池崇史
- 脚本協力：NAKA雅MURA、江良至
- 音楽プロデューサー：伊秩弘将（補佐：水島康貴）
- 音楽協力：遠藤浩二
- 撮影：山本英夫
- 美術：稲垣尚夫、石毛朗
- 編集：島村泰司
- 制作プロデューサー：西村大志、佐藤敏宏、井上文雄
- 助監督：加藤文明、桜井雅彦
- VFXスーパーバイザー：曽利文彦
- VFX・CG：TBS CG部、NHKエンタープライズ21、デジタル・メディア・ラボ、日本エフェクトセンター、オー・エル・エム・デジタル、美峰、モノリス、CSK image craft、ビトル、Q、オガワモデリング
- VFX機材協力：東京エレクトロン、ダイキン工業、CTCクリエイト、日本サン・マイクロシステムズ、日本インターグラフ
- ガンエフェクト：BIG SHOT
- スタント：下崎憲治、辻井啓伺、劔持誠、高野弘樹、澤弘男
- MA：アオイスタジオ
- 現像：IMAGICA
- スタジオ：日活撮影所
- プロデューサー：中澤敏明、中西誠
- プロデュース：濱名一哉、平野隆
- エグゼクティブプロデューサー：滝本裕雄、春日たかし、稲葉貢一
- 製作者：児玉守弘、平哲夫
- 制作協力：セディックインターナショナル、エクセレントフィルム
- 製作協力：トイズファクトリー
- 協力：エイベックス
- 製作：東京放送、ライジングプロダクション
- 配給：松竹
- 上映時間：110分[2]

### 主題歌・挿入歌
- 主題歌：SPEED 「ALIVE」（トイズファクトリー）
- 挿入歌：DA PUMP 「Feelin' Good -It's PARADISE-」（エイベックス）

### 撮影協力
- 茂原榎町商店街振興組合（千葉県茂原市）
- 白子観光ホテル（千葉県長生郡白子町）
- 一宮シーサイドオーツカ（千葉県長生郡一宮町）
- 大和屋旅館（千葉県茂原市）
- ケンタッキーフライドチキン
- 近畿ヤマト商会
- レンテック